# Jakubovany (okres Liptovský Mikuláš)
Jakubovany (Hongaars: Jakabfalu) is een Slowaakse gemeente in de regio Žilina, en maakt deel uit van het district Liptovský Mikuláš.
Jakubovany telt 384 inwoners.